# マリナード地下街
マリナード地下街（マリナードちかがい）は、神奈川県横浜市中区の関内地区にある地下街。

## 概要
幅6m・全長約230mの東側を上にした「L」字型のメインストリートを持つ地下街で、1977年（昭和52年）10月29日に開業した。
横浜駅周辺の横浜ポルタや相鉄ジョイナスに比べると小規模だが、横浜市営地下鉄関内駅馬車道口とJR根岸線関内駅北口、イセザキモール・馬車道商店街とを結んでおり、一日を通じて人通りは多い。
中央部は伊勢佐木町と接続する約600m2の広場となっており、広場の北側には人口の滝のある吹き抜け、広場の南側には花壇のある吹き抜けとなっており、自然光を取り入れた地下街となっている。この広場は吉田橋の下層部にあたり、更に下は首都高速横羽線が通過している。
店舗数は三十数軒で、ファッション関係の業種が多く、飲食店は地下鉄関内駅からマリナード広場にかけての北側に集まっている。

## その他
- 営業時間：10:00-20:30（飲食店舗は一部を除き22:00まで）
- 地下街通行時間：5:00-24:00

マリナードとは、マリン（海）とプロムナード（散歩道）を合成して付けられた。